# Leonid Buryak
Leonid Iosifovitch Buryak (en russe, Леонид Иосифович Буряк), né le 10 juillet 1953 à Odessa, est un footballeur soviétique et un entraîneur ukrainien. Il est en dernier lieu directeur sportif du Zarya Lugansk.

## Carrière

### De joueur
- 1971 - 1972 : Tchernomorets Odessa (Union soviétique (Ukraine))
- 1973 - 1984 : Dynamo Kiev (Union soviétique (Ukraine))
- 1985 - 1986 : Torpedo Moscou (Union soviétique (Russie))
- 1987 - 1988 : Metalist Kharkiv (Union soviétique (Ukraine))
- 1988 : Kemin Pallo-Toverit (Finlande)

### D'entraîneur
- 1993 : Nyva Ternopil (Ukraine)
- 1994-1998 : Tchernomorets Odessa (Ukraine)
- 1999 : Arsenal Tula (Russie)
- 2001-2003 :  Ukraine
- 2005 : Dynamo Kiev (Ukraine)

## Palmarès
Union soviétique
- Médaillé de bronze aux Jeux olympiques de 1976.

 Dynamo Kiev
- Vainqueur de la Coupe des vainqueurs de coupe en 1975.
- Vainqueur de la Supercoupe de l'UEFA en 1975.
- Champion d'Union soviétique en 1974, 1975, 1977, 1980 et 1981.
- Vainqueur de la Coupe d'Union soviétique en 1974, 1978, 1982 et 1985.

 Torpedo Moscou
- Vainqueur de la Coupe d'Union soviétique en 1986.

 Metallist Kharkov
- Vainqueur de la Coupe d'Union soviétique en 1988.
- Finaliste de la Coupe de la fédération soviétique en 1987.